# 39 ключей
«39 ключей» (англ. The 39 Clues) — межавторский цикл приключенческих романов, основоположником которого является Рик Риордан. В данной серии описываются приключения четырнадцатилетней девочки Эми и её одиннадцатилетнего брата Дэна. Первая книга серии «Лабиринт костей» сразу же после выхода получила большую популярность. Стивен Спилберг приобрел права на экранизацию серии в июне 2008 года.

## Часть первая. 39 ключей

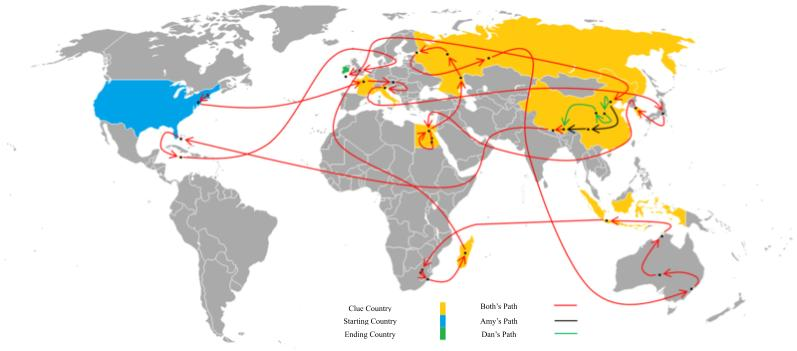
Путешествие Дэн и Эми на карте мира, в «39 ключей» с 1 по 11 книги событий.

После смерти их бабушки, молодые Кэхиллы узнают, что они принадлежат старинному роду. Теперь им придётся облететь весь мир, чтобы отыскать 39 ключей, которые в конце приведут к сыворотке Гидеона Кэхилла.

### Книга 1. Лабиринт костей
Автор — Рик Риордан. Дата выхода — 9 сентября 2008 года (в России — в апреле 2011 года).
Незадолго до смерти глава могущественного клана Грейс Кэхилл меняет своё завещание. Теперь её наследники встают перед выбором — либо получить 1 миллион долларов, либо пуститься в состязание и отыскать 39 ключей. Следуя оставленным знакам, главные герои — 14-летняя Эми и 11-ти летний Дэн отправляются в парижcкие катакомбы, где им предстоит найти первый ключ.

### Книга 2. Фальшивая нота
Автор — Гордон Корман. Дата выхода — 2 декабря 2008 года (в России — в мае 2011 года).
Эми с Дэном продолжают поиски 39 ключей. На этот раз следы ведут на родину Моцарта в Зальцбург. Их ждут приключения в катакомбах бенедиктинских монахов, штаб-квартире Уолта Диснея и гонки на катерах по Венеции. Кто победит? Звезда хип-хопа Йона Уизард? Агент КГБ Ирина Спасская? Дети миллионеров Кабры? Или двое сирот из Бостона?

### Книга 3. Похититель мечей
Автор — Питер Леранжис. Дата выхода — 3 марта 2009 года (в России — в декабре 2011 года).
Поиски 39 ключей продолжаются. Эми и Дэн попадают в Японию и Южную Корею, где неожиданно встречают своих старых врагов. Смогут ли дети XXI-го века открыть тайну, которой уже пятьсот лет, и найти следующий Ключ? Как научиться доверять и отличать добро от зла, друга от врага?

### Книга 4. Тайна древней гробницы
Автор — Джуд Уотсон. Дата выхода — 2 июня 2009 года (в России — в декабре 2011 года).
Эми и Дэн продолжают поиски тридцати девяти ключей. На этот раз хитроумные подсказки заводят их в жаркий Египет. Здесь неожиданно для себя они обнаруживают долгожданное послание от любимой бабушки и узнают, что среди друзей Грейс были такие великие люди, как Говард Картер и Уинстон Черчилль. Преодолевая опасности, ребята пытаются раскрыть тайну древней гробницы — и найти следующий ключ. В Каире и Луксоре их ждут захватывающие приключения. А ещё настоящие мумии и крокодилы!

### Книга 5. Чёрный круг
Автор — Патрик Карман. Дата выхода — 11 августа 2009 года (в России — в феврале 2012 года).
Продолжая погоню за тридцатью девятью ключами, 14-летняя Эми и её 11-летний брат Дэн получают странную телеграмму от таинственного незнакомца. Следуя подсказкам, они отправляются в аэропорт и находят в указанном месте послание и два билета в Россию на их имена. Там Эми и Дэну предстоит отыскать бесследно пропавшую Янтарную комнату и узнать правду о гибели царской семьи, а заодно, быть может, приоткрыть завесу тайны над смертью родителей. Однако стоит ли доверять подсказкам незнакомца? Не скрывается ли за этой любезностью обычная ловушка?

### Книга 6. Слишком глубоко
Автор — Джуд Уотсон. Дата выхода — 3 ноября 2009 года (в России — в марте 2012 года).
В поисках новых ключей 14-летняя Эми Кэхилл и её младший брат Дэн отправляются в Австралию, где знакомятся со своим ближайшим родственником, дядей Шепом. Вместе с ним они спускаются в подземный город Кубер-Педи, куда ведут следы их родителей. Эми неожиданно начинает вспоминать подробности той ночи, когда произошёл пожар, оставивший их с братом сиротами. Эти воспоминания так пугают её, что Эми не решается рассказать о них даже Дэну. Захваченные призраками прошлого, вовлеченные в смертельно опасную борьбу, Эми и Дэн перестают доверять друг другу и уже не могут понять, кто им друг, а кто враг. Это приводит их к фатальной ошибке… и смерти тайного союзника.

### Книга 7. Гнездо Гадюки
Автор — Питер Леранжис. Дата выхода — 2 февраля 2010 года (в России — в ноябре 2012 года).
Гонка за тридцатью девятью ключами продолжается, и 14-летнюю Эми, и её младшего брата Дэна ждут новые испытания. Пережив тяжелую потерю своего единственного друга и очередное предательство коварного дядюшки Алистера, они по следам Уинстона Черчилля и Чаки Зулу отправляются в Африку на поиски следующего ключа. Но вместе с новым ключом им предстоит узнать и страшную правду о том, к какому клану принадлежали их родители и они сами.

### Книга 8. Код императора
Автор — Гордон Корман. Дата выхода — 6 апреля 2010 года (в России — в феврале 2013 года).
В продолжающейся гонке за тридцатью девятью ключами 14-летняя Эми Кэхилл и её младший брат Дэн твердо убеждены в одном. Как бы трудно ни было, они никогда не опустятся до коварства и лицемерия своих родственников. Но после того, как они узнают правду о родителях, Эми теряет уверенность в том, что они все ещё на стороне добра, и впервые всерьез ссорится с братом, который желает выйти из игры. Поэтому, когда Дэн внезапно исчезает в стране с население более миллиарда человек, Эми оказывается перед трудным выбором: отправиться на поиски следующего ключа… или своего младшего брата.

### Книга 9. Штормовое предупреждение
Автор — Линда Сью Парк. Дата выхода — 25 мая 2010 года (в России — в марте 2013 года).
Гонка за тридцатью девятью ключами, которые принесут обладателю власть над всем миром, продолжается. На этот раз 14-летняя Эми и её младший брат Дэн отправились на Багамы, куда их приводят следы удалой пиратки Энн Бонни. Однако поиски ключа едва не отходят на второй план, когда Эми и Дэн узнают правду об их компаньонке Нелли, которая оказывается все это время вела двойную игру.

### Книга 10. Сквозь строй
Автор — Маргарет Петерсон Хэддикс. Дата выхода — 31 августа 2010 года (в России — в августе 2013 года).
Гонка за тридцатью девятью ключами, которые должны принести их обладателю мировое могущество, подходит к концу. Последняя подсказка приводит 14-летнюю Эми и её младшего брата Дэна, а также их многочисленных соперников в маленький городок Стратфорд-на-Эйвоне, на родину великого барда, Уильяма Шекспира. Здесь им предстоит разгадать последнюю загадку — и узнать, в чём же заключается тайна тридцати девяти ключей и какой приз должен получить победитель этой жестокой гонки. Однако, оказавшись перед лицом последнего испытания, дети испытывают сомнения, стоит ли результат всех тех жертв, которые надо принести ради него.

### Книга 11. Восстание Весперов
Авторы — Рик Риордан, Питер Леранжис, Гордон Корман и Джуд Уотсон. Дата выхода — 5 апреля 2011 года (в России — в феврале 2014 года).
Все 39 ключей найдены. Но успокаиваться рано — вернулся давний враг клана Кэхиллов, Весперы. В надежде заполучить наследие Грейс, они готовы бороться до конца. И это ещё не все! Эми и Дэна ждут небывалые потрясения: они раскрывают самую страшную тайну Грейс Кэхилл.

## Часть вторая. Кэхиллы против Весперов

### Книга 1. Операция «Медуза»
Автор — Гордон Корман. Дата издания — 30 августа 2011 года (в России — в марте 2014 года).

### Книга 2. Королевский выкуп
Автор — Джуд Уотсон. Дата выхода — 6 декабря 2011 года (в России — в июле 2014 года).
Тринадцатилетнему Дэну и его старшей сестре Эми, предстоит стать участниками сумасшедшей гонки, ставкой в которой будут жизни их родных, похищенных кланом Весперов. Требования клана кажутся подросткам невыполнимыми. И в самом деле, есть ли у них шанс всего за несколько дней найти некую старинную карту, которая уже полвека считается утерянной? Но в руках Дэна и Эми жизни членов их семьи, они не имеют права на ошибку.

### Книга 3. В самый тёмный час
Автор — Питер Леранжис. Дата выхода — 6 марта 2012 года (в России — в октябре 2014 года).

### Книга 4. Проверка на прочность
Автор — Ролланд Смит. Дата выхода — 4 сентября 2012 года (в России — в декабре 2014 года).

### Книга 5. Никому не верь
Автор — Линда Сью Парк. Дата выхода — 4 декабря 2012 года (в России — в январе 2015 года).

### Книга 6. Судный день
Автор — Дэвид Бальдаччи. Дата выхода — 5 марта 2013 года (в России — в мае 2015 года).

## Часть третья. Неудержимые

### Книга 1. Некуда бежать
Автор: Джуд Уотсон. Дата издания — 2014 год. (В России — в марте 2016 года).
Пять столетий клан Кэхиллов стережёт страшную тайну — тридцать девять компонентов сыворотки, способной превратить любого в самого могущественного человека на земле. Если сыворотка попадёт не в те руки, мир окажется на грани катастрофы.
Эми и Дэн Кэхиллы — последние хранители секрета. Казалось, им удалось невозможное — объединить семью, предотвратить конец света. На своём пути они допустили всего одну ошибку... теперь рецепт сыворотки похищен. Эми и Дэн должны остановить вора любой ценой. Иначе апокалипсис неизбежен.

### Книга 2. Раскол
Автор: Джефф Хирш. Дата издания — 28 января 2014 года. (В России — в декабре 2016 года).

### Книга 3. Обратный отсчёт
Автор: Натали Стэндифорд. Дата издания — 29 апреля 2014 года. В России — в феврале 2017 года.

### Книга 4. Точка кипения
Автор: Гордон Корман. Дата издания — 26 августа 2014 года. (В России — в октябре 2017 года)

## Часть четвёртая. Двойное сечение

### Книга 1. Миссия Титаник
Автор: Джуд Уотсон. Дата издания: 24 февраля 2015 года. (В России: — ?)
Иану Кабре всего лишь семнадцать лет, и он возглавляет Кэхиллов, самую могущественную семью в мире. У него есть президенты по быстрому набору и генералы в его распоряжении. Иан знает, что он идеальный лидер и единственный человек для этой работы. Есть только одна маленькая проблема: он уже все испортил.
Кэхилл из прошлого, называющий себя Изгоем, поднялся, чтобы бросить вызов Иану невозможным испытанием. Изгой воссоздал четыре величайших бедствия в истории и осмелился Иан остановить его. Если Ян и его союзники не смогут вовремя разгадать намеки Изгоя, невинные люди умрут. Единственный шанс Иана победить Изгоя — выследить его бывших союзников, Эми и Дэна. Но нахождение Эми и Дэна потребует от Иана невозможной жертвы …

### Книга 2. Миссия Гинденбург
Автор: С. Александр Лондон. Дата издания: 28 июля 2015 года. (В России: — ?)
Никогда не отворачивайся от Кэхиллов. Самая могущественная семейная история когда-либо знала, что она возвращается с местью в «39 ключей: Двойное сечение» Кэхиллы — самая могущественная семья в мире, но их сила проверяется. Зловещий человек, называющий себя Изгоем, напал на семью и поставил перед ними невозможное испытание. Он воссоздает четыре из самых страшных бедствий в истории и бросает вызов юным Кэхиллам, чтобы найти и остановить трагедии, пока не стало слишком поздно. Теперь, когда позади одна катастрофа, братья и сестры Дэн и Эми Кэхилл и их друзья имеют всего несколько дней, чтобы узнать, каким будет следующий ход Изгнанника. Их безумный поиск, похоже, указывает на ужасающую воздушную катастрофу, взрыв дирижабля Гинденбурга. Но никто больше не путешествует на воздушном корабле — чем занимаются изгои? Загадочные сообщения означают? Молодой Кэхилл должен расстаться и подняться в небо, чтобы попытаться найти ответ, прежде чем весь их мир рухнет.

### Книга 3. Миссия Ураган
Автор: Дженни Гебель. Дата издания: 26 января 2016 года. (В России: — ?)
Зловещий человек, называющий себя Изгоем, воссоздает самые страшные бедствия в истории и бросает вызов молодым Кэхиллам, чтобы остановить их. Кто изгой и почему он угрожает жизни невинных людей? Книга 3 раскрывает шокирующую тайну, которая отправит Эми, Дэна и весь мир в шок.

### Книга 4. Атомная миссия
Автор: Сарват Чадда. Дата издания: 28 июня 2016 года. (В России: — ?)
13-летнему Дэну Кэхиллу и его сестре Эми не хватает времени. Изгнанный Кэхилл, известный как Изгой, уже воссоздал три самых страшных бедствия в истории, и он спас худшее за последнее время. Если Дэн и Эми не смогут найти и остановить Изгоя, он начнет полномасштабный ядерный кризис. Но, когда Дэн и Эми мчатся по миру, они обнаруживают нечто ужасающее. Бедствия Изгоя — лишь дымовая завеса, чтобы скрыть его истинный план — дьявольская месть семье, которая предала его. Вскоре Эми и Дэну придется столкнуться с суровой правдой: иногда единственный способ спасти мир — пожертвовать всем, что любишь.